# Jovana Brakočević
Jována Brakočević-Canzian (in serbo Јована Бракочевић?; Zrenjanin, 5 marzo 1988) è una pallavolista serba naturalizzata italiana, opposto del Bandung BJB.

## Carriera

### Club
La carriera di Jovana Brakočević inizia nel 2004, quando sedicenne viene ingaggiata dal Poštar 064. Negli anni trascorsi al Poštar vince un campionato serbo, un campionato serbo-montenegrino, vince due volte la Coppa di Serbia e Montenegro ed una volta la Coppa di Serbia.
Nel 2007 viene ingaggiata dalla Spes Conegliano con cui ottiene la promozione in Serie A1 al termine della stagione 2007-08. Resta a Conegliano anche la stagione successiva, sfiorando l'accesso ai play-off, mentre nella stagione 2009-10 termina il campionato con una retrocessione.
Nell'estate del 2010 si trasferisce al Guangdong Hengda, in Cina, mentre nell'annata 2011-12 passa alle JT Marvelous, nel massimo campionato giapponese. La stagione successiva si trasferisce in Turchia ingaggiata dal VakıfBank, con cui vince la Coppa di Turchia, la Champions League, e il campionato turco, venendo premiata come miglior realizzatrice della competizione; l'annata seguente, sempre nel club di Istanbul, vince la Supercoppa turca, la Coppa del Mondo per club, dove viene premiata come MVP, la Coppa di Turchia e il campionato.
Per il campionato 2014-15 veste la maglia dell'Azəryol, militante nella Superliqa azera. Dopo un periodo di inattività per maternità, rientra in campo per disputare la parte finale del campionato seguente con l'Imoco di Conegliano, in Serie A1, aggiudicandosi lo scudetto.
Rimane nella stessa divisione anche per l'annata 2016-17, giocando però per il River di Piacenza; dopo aver militato nel Altay al campionato asiatico per club 2017, per l'annata seguente si accorda con la formazione russa della Dinamo-Kazan, in Superliga, risolvendo tuttavia il contratto prima ancora dell'inizio del campionato.
Nel corso della stagione 2017-18 viene ingaggiata dalla formazione rumena del CSM Bucarest, nella Divizia A1 con cui si aggiudica lo scudetto e la Coppa di Romania, mentre nella stagione successiva si accasa al Budowlani Łódź, nella Liga Siatkówki Kobiet polacca con cui si aggiudica la Supercoppa, venendo premiata nell'occasione come miglior giocatrice della manifestazione.
Per l'annata 2019-20 fa ritorno nella Serie A1 italiana, difendendo i colori dell'AGIL di Novara e disputando il campionato con nazionalità sportiva italiana, ottenuta a seguito del matrimonio con Marcello Canzian, mentre nell'annata seguente è di nuovo di scena nel massimo campionato polacco, ingaggiata dal Chemik Police: con la formazione biancoblù conquista due scudetti e due Coppe di Polonia, premiata come MVP sia nell'edizione 2021-22 del campionato sia nell'edizione 2022-23 della coppa nazionale.
Per il campionato 2023-24 firma per il Beşiktaş, in Sultanlar Ligi; terminati gli impegni con le bianconere, partecipa in Indonesia alla Proliga con il Bandung BJB.

### Nazionale
Nel 2006 fa il suo esordio in nazionale serbo-montenegrina, con cui vince la medaglia di bronzo al campionato mondiale, giocando però da riserva. Un anno dopo vince la medaglia d'argento al campionato europeo, giocando da titolare e ricevendo il premio per il miglior servizio, con la nazionale serba.
Nel 2010 vince la European League, ricevendo il premio di miglior attaccante, bissando il titolo anche l'anno seguente, in cui si aggiudica anche il bronzo nel World Grand Prix e soprattutto la medaglia d'oro al campionato europeo, dove viene premiata anche come miglior giocatrice.
Nel 2012 vince la medaglia di bronzo all'European League e nel 2013 giunge terza al World Grand Prix 2013, ricevendo il premio di miglior opposto, mentre tre anni più tardi si aggiudica l'argento ai Giochi della XXXI Olimpiade.

## Palmarès

### Club
- Campionato serbo-montenegrino: 1

2005-06
- Campionato serbo: 1

2006-07
- Campionato turco: 2

2012-13, 2013-14
- Campionato italiano: 1

2015-16
- Campionato rumeno: 1

2017-18
- Campionato polacco: 2

2020-21, 2021-22
- Coppa di Serbia e Montenegro: 2

2004-05, 2005-06
- Coppa di Serbia: 1

2006-07
- Coppa di Turchia: 2

2012-13, 2013-14
- Coppa di Romania: 1

2017-18
- Coppa di Polonia: 2

2020-21, 2022-23
- Supercoppa turca: 1

2013
- Supercoppa polacca: 1

2018
- Campionato mondiale per club: 1

2013
- Champions League: 1

2012-13

### Nazionale (competizioni minori)
- Universiade 2009
- European League 2010
- European League 2011
- European League 2012

### Premi individuali
- 2007 - Campionato europeo: Miglior servizio
- 2010 - European League: Miglior attaccante
- 2011 - European League: MVP
- 2011 - European League: Miglior attaccante
- 2011 - World Grand Prix: Miglior realizzatrice
- 2011 - Campionato europeo: MVP
- 2013 - Champions League: MVP
- 2013 - Voleybol 1. Ligi: Miglior realizzatrice
- 2013 - World Grand Prix: Miglior opposto
- 2013 - Campionato europeo: Miglior attaccante
- 2013 - Coppa del Mondo per club: MVP
- 2013 - CEV: Matricola dell'anno della Champions League
- 2018 - Supercoppa polacca: MVP
- 2022 - Liga Siatkówki Kobiet: MVP
- 2023 - Coppa di Polonia: MVP